# Empfangsspediteur
Als Empfangsspediteur wird ein Spediteur im Sammelgutverkehr bezeichnet, der Frachtgut im Nachlauf vom Löschplatz des Hauptlaufs zum Empfänger transportiert. 

## Allgemeines
Ein Empfangsspediteur ist erforderlich, wenn im kombinierten Verkehr mindestens zwei Transportunternehmen zum Einsatz kommen. Dann ist der Versandspediteur im Vorlauf beispielsweise für den Transport zum Bahnhof zuständig, wo er das Frachtgut in den Güterzug verlädt. Am Bestimmungsbahnhof holt der Empfangsspediteur das Gut für den Nachlauf ab und sorgt für die Ablieferung beim Empfänger. Empfangsspediteur und Versandspediteur werden gemäß § 460 Abs. 2 HGB wie ein Frachtführer behandelt, soweit sich das Frachtgut als Sammelladung in seiner Obhut befindet. 

## Aufgaben
Das Tätigkeitsfeld des Empfangsspediteurs ist sehr breit gefächert. Es beginnt mit der Entladung der Stückgutsendungen, die bei ihm eintreffen.
Er ist verpflichtet, Beschädigungen an den Sendungen unverzüglich zu seiner Entlastung dem Versandspediteur im Entladebericht zu melden. Er ist ebenfalls verpflichtet, im Entladebericht eventuelle Fehlmengen zu vermerken. Der Empfangsspediteur organisiert den kompletten Nachlauf, die Organisation des Nachlaufes geschieht im Regelfall durch die Nahverkehrsdisposition.
Zum Tätigkeitsfeld des Empfangsspediteurs gehört ebenfalls die Abwicklung der Meldungen über eine etwaige Annahmeverweigerung, dies geht von der Meldung der Annahmeverweigerung an den Versandspediteur bis zur evtl. erneuten Zustellung der Sendung oder einer Retourenabwicklung, wenn die Annahme-verweigerte Sendung aufgrund zum Beispiel einer Beschädigung zurück an den Absender geht.
Die Abrechnung des vom Empfangsspediteur organisierten Nachlaufes erfolgt über die Rückrechnung an den Versandspediteur. Die Transportkosten des Empfangsspediteurs heißen Rollgeld.